# Pachyphragma
Pachyphragma es un género monotípico de la familia Brassicaceae. La única especie, Pachyphragma macrophyllum, es originaria de Turquía, Azerbaiyán, Georgia y Rusia.

## Taxonomía
Pachyphragma macrophyllum fue descrito por (Hoffm.) N.Busch y publicado en Fl. Caucas. Crit. iii. IV. 151 (1908).
Sinonimia
- Gagria lobata M.Král
- Thlaspi macrophyllum Hoffm.
- Pterolobium biebersteinii Andrz. ex C.A. Mey.
- Pterolobium macrophyllum Rupr.
- Thlaspi latifolium von Bieberstein[4][3]